# Calais RUFC
Calais Racing Union FC a fost un club de fotbal de amatori din orașul Calais, în regiunea Pas-de-Calais, situată în Nordul Franței.

## Istoria clubului

### Înainte de fuziunea din 1974
În 1902, fuziunea dintre Sporting Club și Football Club a dat naștere Racing Club de Calais. Adoptând culorile negru și auriu, porecla „Canarii” a fost rapid adoptată. Clubul a intrat în rândul cluburilor profesioniste în 1933. Lipsa resurselor financiare suficiente îi determină pe cei de la RC Calais să ia decizia da a renunța la statutul său de club profesionist în 1938. Întors în sfera amatorilor, Calais a intrat în CFA în 1962, în urma unui titlu de campioană a Diviziei de Onoare a Ligii de Nord. 
Union Sportive a fost creată la sfârșitul războiului în 1947, prin fuziunea cluburilor Le Bicoque și New France. Jucând pe stadionul Henri Louchez, SUA este antrenată de Robert Noel (Boul) și Théo Clouet. Din anii 1950 încoace, clubul a pregătit mulți tineri și a participat la Cupa Gambardella cu rezultate bune. Robert Noel duce echipa la divizia de onoare (nivelul 4 național) și în finala a 32-a a Cupei Franței.

### După fuziunea din 1974
Fuziunea a avut loc în mai 1974 între Racing Club și Union Sportive.  Culorile Crufc-ului sunt amalgamul celor două foste cluburi, Calais a jucat pe stadionul Julien Denis pana în 2008. Înainte de fuziune, meciurile derby-ului dintre cei doi au atras și până la 5000 de fani. Ca club de amatori, a ajuns în finala Cupei Franței din 2000, pe care a pierdut-o în fața echipei de top FC Nantes, în ciuda faptului că au condus cu 1–0 la pauză. Pe atunci Calais evolua în divizia a patra, o ligă pentru amatori. Este considerată cea mai mare performanță a unui club de amatori după anii '60 încoace. Clubul avea în componență jucători de profesie: profesori, muncitori de andocare și funcționari de birou. Pe 28 septembrie 2017, tribunalul de la Boulogne-sur-Mer a pronunțat lichidarea obligatorie a clubului, ceea ce a însemnat dispariția definitivă a acestuia.

## Palmares
| Campionatele Naționale | Cupele Naționale                                                                   |
| - Liga a IV-a - National 2 (3) : - Campioni : 1965, 1981, 2007. - Locul 2 : 1977, 1990, 2001. - Locul 3 : 1991. - Liga a V-a - National 3 (5) : - Campioni : 1988, 1998, 2003, 2010, 2011. - Locul 2 : 2014. | - Cupa Franței (0) : - Finalistă : 2000. - Sferturi : 1921, 2006. - Optimi : 1922. |

## Cupa 2000
| Sezon | Club Sportiv                                                     | Scor  | Adversar   | Runda      |
| ----- | ---------------------------------------------------------------- | ----- | ---------- | ---------- |
| 2000  | Fișier:600px Flag with a mascot logo club Calais RUFC.png Calais | 1 - 2 | Nantes     | Finala     |
| 2000  | Fișier:600px Flag with a mascot logo club Calais RUFC.png Calais | 3 - 1 | Bordeaux   | Semifinale |
| 2000  | Fișier:600px Flag with a mascot logo club Calais RUFC.png Calais | 2 - 1 | Strasbourg | Sferturi   |
| 2000  | Fișier:600px Flag with a mascot logo club Calais RUFC.png Calais | 1 - 1 | Cannes     | Optimi     |
| 2000  | Fișier:600px Flag with a mascot logo club Calais RUFC.png Calais | 3 - 0 | Langon     | Turul II   |
| 2000  | Fișier:600px Flag with a mascot logo club Calais RUFC.png Calais | 1 - 1 | Lille      | Turul I    |